# Musculi rotatores
De musculi rotatores of draaispieren van de rug zijn spieren van de rug die de wervels van de wervelkolom met elkaar verbinden. Zij verbinden twee boven elkaar gelegen wervels of wervels waar één andere wervel tussen ligt. Daarbij lopen de musculi rotatores van het dwarsuitsteeksel (processus transversus) van de ene wervel naar het doornuitsteeksel (processus spinosus) van de volgende (bovengelegen) wervel. Deze spiertjes strekken de wervelkolom en draaien de wervels om hun as naar de tegenovergestelde zijde.

De musculi rotatores worden onderverdeeld in drie deelgroepen (lenden-/borst-/halsdeel):
- Musculi rotatores lumborum
- Musculi rotatores thoracis
- Musculi rotatores cervicis